# (72645) 2001 FX41
(72645) 2001 FX41 – planetoida z pasa głównego asteroid okrążająca Słońce w ciągu 5,45 lat w średniej odległości 3,1 j.a. Odkryta 18 marca 2001 roku.